# Przysucha (gromada 1969–1972)
Przysucha (do 30 XII 1968 grmada Pomyków) – dawna gromada, czyli najmniejsza jednostka podziału terytorialnego Polskiej Rzeczypospolitej Ludowej w latach 1954–1972.
Gromady, z gromadzkimi radami narodowymi (GRN) jako organami władzy najniższego stopnia na wsi, funkcjonowały od reformy reorganizującej administrację wiejską przeprowadzonej jesienią 1954 do momentu ich zniesienia z dniem 1 stycznia 1973, tym samym wypierając organizację gminną w latach 1954–1972.
Gromadę Przysucha z siedzibą GRN z siedzibą GRN w mieście Przysucha (nie wchodzącym w jej skład) utworzono 1 stycznia 1969 w powiecie przysuskim w woj. kieleckim w związku z przeniesieniem siedziby gromady Pomyków z Pomykowa do Przysuchy i zmianą nazwy jednostki na gromada Przysucha.
Gromada przetrwała do końca 1972 roku, czyli do kolejnej reformy gminnej. 1 stycznia 1973 reaktywowano (tym razem w powiecie przysuskim) zniesioną w 1954 roku gminę Przysucha.
1 stycznia 1970 do gromady Przysucha przyłączono z miasta Przysuchy w tymże powiecie (a) obszary miejscowości Janów, Gwarek i Drutarnia o powierzchni 137 ha oraz (b) obszary leśne pod nazwą "Rawicz" z miejscowości Gródek i Zapniów o powierzchni 2781 ha.
Uwaga: Gromada Przysucha (o innym składzie) istniała również w latach 1954–57 w powiecie opoczyńskim i przysuskim.